# 앨비 레이 스미스

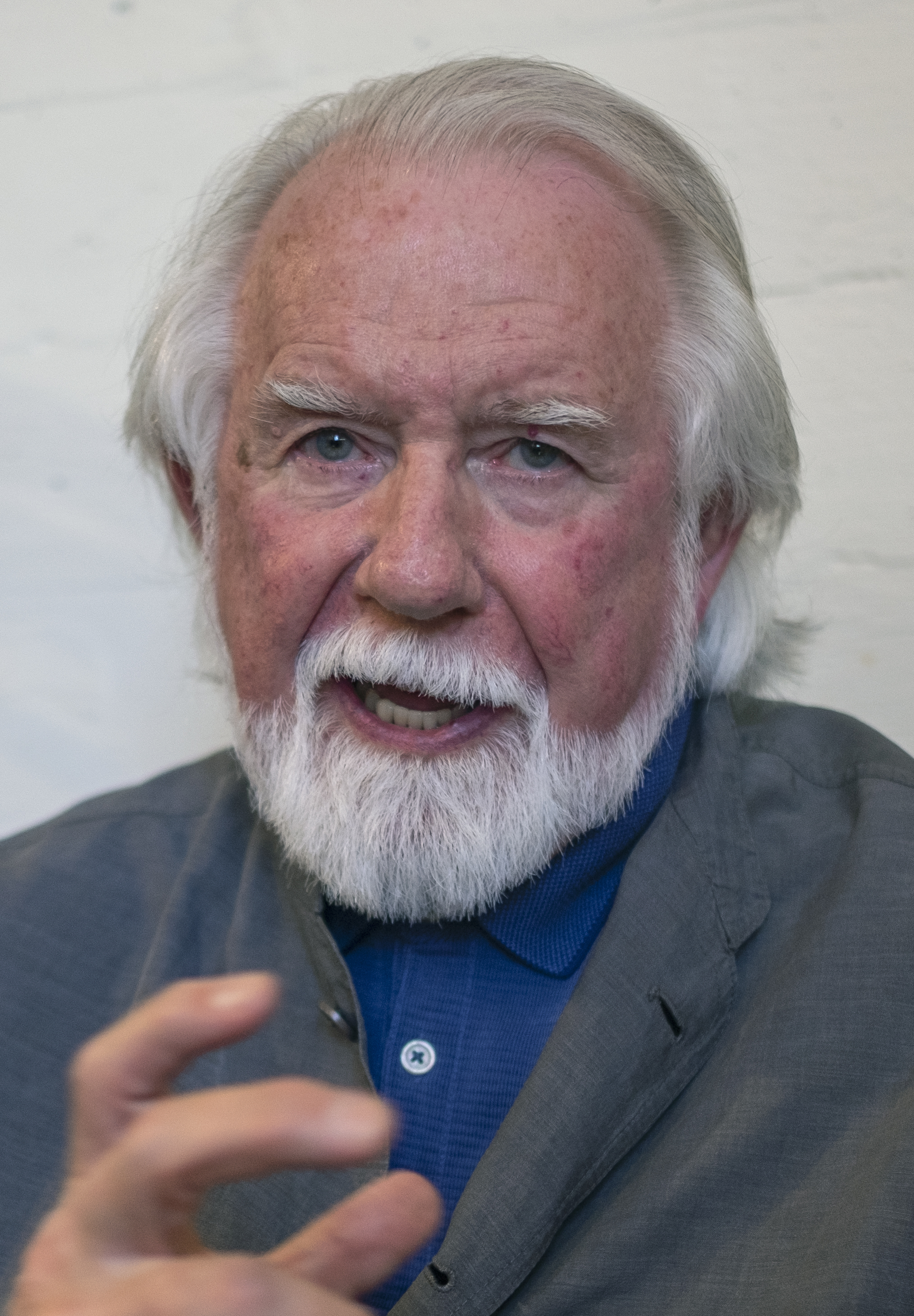
2019년 모습

앨비 레이 스미스(Alvy Ray Smith, 본명: 알비 레이 스미스 3세, Alvy Ray Smith III, 1943년 9월 8일 ~ )은 루카스필름의 컴퓨터 부문과 픽사를 공동 창립한 미국의 컴퓨터 과학자로, 1980년대와 1990년대 컴퓨터 애니메이션을 장편 영화로 확장하는 데 참여했다.

## 교육
1965년에 앨비 스미스는 뉴멕시코 주립 대학교(NMSU)에서 전기공학 학사 학위를 받았다. 1965년 NMSU에서 첫 번째 컴퓨터 그래픽을 만들었다. 1970년에 그는 박사 학위를 받았다. 마이클 A. 아르비브, 에드워드 J. 맥클러스키 및 버나드 위드로가 공동으로 감독한 세포 자동자 이론에 관한 논문으로 스탠포드 대학교에서 컴퓨터 공학 박사 학위를 취득했다.